# Norra Sandby socken
Norra Sandby socken i Skåne ingick i Västra Göinge härad, ingår sedan 1971 i Hässleholms kommun och motsvarar från 2016 Norra Sandby distrikt.
Socknens areal är 33,19 kvadratkilometer varav 32,22 land. År 2000 fanns här 425 invånare. Tätorten Norra Sandby med sockenkyrkan Norra Sandby kyrka ligger i socknen.

## Administrativ historik
Socknen har medeltida ursprung. Före den 1 januari 1886 (ändring enligt beslut den 17 april 1885) var namnet Sandby socken. En del av socknen, Hyllinge, tillhörde före 1889 Luggude härad i Malmöhus län och överfördes då till samma härad och län som övriga socknen.
Vid kommunreformen 1862 övergick socknens ansvar för de kyrkliga frågorna till Sandby församling och för de borgerliga frågorna bildades Sandby landskommun. Landskommunen uppgick 1952 i Stoby landskommun som 1971 uppgick i Hässleholms kommun. Församlingen uppgick 2002 i Stoby-Norra Sandby församling som 2006 uppgick i en återbildad Stoby församling som 2014 uppgick i Hässleholms församling.
1 januari 2016 inrättades distriktet Norra Sandby, med samma omfattning som församlingen hade 1999/2000.  
Socknen har tillhört län, fögderier, tingslag och domsagor enligt vad som beskrivs i artikeln Västra Göinge härad. De indelta soldaterna tillhörde Norra skånska infanteriregementet, Västra Göinge kompani.

## Geografi
Norra Sandby socken ligger öster om Hässleholm kring Almaån i söder och med Tydingen i norr. Socknen är en odlad slättbygd i söder med skogsbygd med inslag av odlingsbygd i norr.
I socknen finns byarna Ranseröd, Laxbro och Aska.

## Fornlämningar
Från bronsåldern finns stensättningar och skålgropsförekomster.

## Namnet
Namnet skrevs i mitten av 1100-talet Sandby och kommer från kyrkbyn. Efterleden är by, 'gård; by'. Förleden innehåller sand och syftar på byns sandjord..